# Wyżni Granacki Przechód
Wyżni Granacki Przechód (słow. Vyšné Granátové sedlo) – szeroka przełęcz położona na wysokości ok. 2230 m n.p.m. znajdująca się poniżej masywu Granatów Wielickich w słowackiej części Tatr Wysokich. Oddziela ona Wielką Granacką Turnię od Wielkiej Granackiej Baszty znajdującej się w masywie Granackich Baszt. Siodło Wyżniego Granackiego Przechodu jest wyłączone z ruchu turystycznego i nie prowadzą na nie żadne znakowane szlaki turystyczne.
Przez Wyżni Granacki Przechód przechodzi system trawiastych zachodów zwany Granacką Ławką, który biegnie w poprzek południowo-zachodnich stoków Granatów Wielickich opadających w kierunku Doliny Wielickiej.